# نيلس ويلينبرغ
نيلس ويلينبرغ (بالهولندية: Niels Wellenberg)‏ (9 أغسطس 1982 بديفينتر في هولندا - ) هو لاعب كرة قدم هولندي في مركز الدفاع. لعب مع إن إي سي نيميخن وتفينتي أنشخيدة وغو أهد إيغلز.

## روابط خارجية
- نيلس ويلينبرغ على موقع قاعدة بيانات كرة القدم.إي يو (الإنجليزية)
- نيلس ويلينبرغ على موقع عالم كرة القدم.نت (الإنجليزية)